# Hot Wheels Battle Force 5: Fused
Hot Wheels Battle Force 5: Fused è il sequel di Hot Wheels Battle Force 5.

## Trama
I personaggi sono sei amici: Vert, Agura, Spinner e Sherman (due fratelli che usano lo stesso veicolo in perfetta sintonia), Zoom e Stanford (più altri due secondari, Aj e Tezz) che lottano per la salvezza della terra contro Vandali, animali antropomorfi, Sark, robot alieni, i senzienti rossi, fratelli gemelli dei senzienti blu, i quali sono quasi del tutto estinti (a parte la senziente blu Sage e in un episodio il suo maestro Soul) a causa di una lunga e sanguinaria guerra fra le due fazioni di senzienti, e gli antichi, nel film full revolution/revoluciòn total, che fu l'ultimo episodio della serie.
In questa serie i Vandali e i Sark sono quasi del tutto assenti, a parte alcune puntate nei quali sono presenti in correlazione alla lotta con i senzienti rossi. Infatti l'obbiettivo principale della Battle Force 5 è impedire ai senzienti rossi di localizzare la Terra, perché lì si rifugia Sage, dal momento che suo fratello gemello, il senziente rosso Krytus, la ucciderebbe se scoprisse le coordinate della Terra, e distruggerebbe il pianeta che la ospita.
La particolarità di questa serie, che dà anche il nome alla serie stessa, è che i veicoli dei protagonisti possono fondersi in veicoli ancora più potenti.
Di solito vediamo in azione solo un veicolo fuso per puntata, perché il fusore non è abbastanza carico da supportare due fusioni contemporaneamente, se si esclude la puntata in cui il veicolo di Agura e quello di Sherman e Spinner restano fusi a causa di un fulmine che ha colpito il reattore di fusione del loro veicolo fuso rendendo la fusione permanente (nonostante questa deduzione, alla fine, grazie a un altro fulmine, i veicoli tornano alla loro conformazione originale) e in una missione successiva alla fusione dei veicoli sopra citati Vert e Zoom fondono i loro.